# 拉尔维奥尔
拉尔维奥尔，是西班牙加泰罗尼亚塔拉戈纳省的一个市镇。总面积20平方公里，总人口192人（2001年），人口密度10人/平方公里。